# Philip Ridley
Pour les articles homonymes, voir Ridley.
Philip Ridley, né le 29 décembre 1964 à Londres, est un dramaturge, romancier, peintre et cinéaste britannique.

## Filmographie

### Réalisateur
- 1990 : L'Enfant miroir (The Reflecting Skin)
- 1995 : Darkly Noon, le jour du châtiment (The Passion of Darkly Noon)
- 2009 : Heartless

### Scénariste
Philip Ridley est scénariste de tous ses films.
- 1990 : Les Frères Krays (The Krays), réalisé par Peter Medak